# Beishicao
Beishicao (kinesiska: 北石槽, 北石槽镇) är en köping i Kina. Den ligger i stadsdistriket Shunyi i Pekings storstadsområde, i den norra delen av landet, omkring 37 kilometer norr om stadskärnan. Antalet invånare är 15 386. Befolkningen består av 7 388 kvinnor och 7 998 män. Barn under 15 år utgör 7,0 %, vuxna 15-64 år 80 %, och äldre över 65 år 11,0 %.